# Pinehouse Lake
Pinehouse Lake är en sjö i Kanada.   Den ligger i provinsen Saskatchewan, i den centrala delen av landet, 2 400 km väster om huvudstaden Ottawa. Pinehouse Lake ligger 379 meter över havet. Arean är 404 kvadratkilometer. Den sträcker sig 11,9 kilometer i nord-sydlig riktning, och 6,2 kilometer i öst-västlig riktning.
Följande samhällen ligger vid Pinehouse Lake:
- Pinehouse (978 invånare)

Trakten runt Pinehouse Lake är nära nog obefolkad, med mindre än två invånare per kvadratkilometer.